# Bomba de infusión

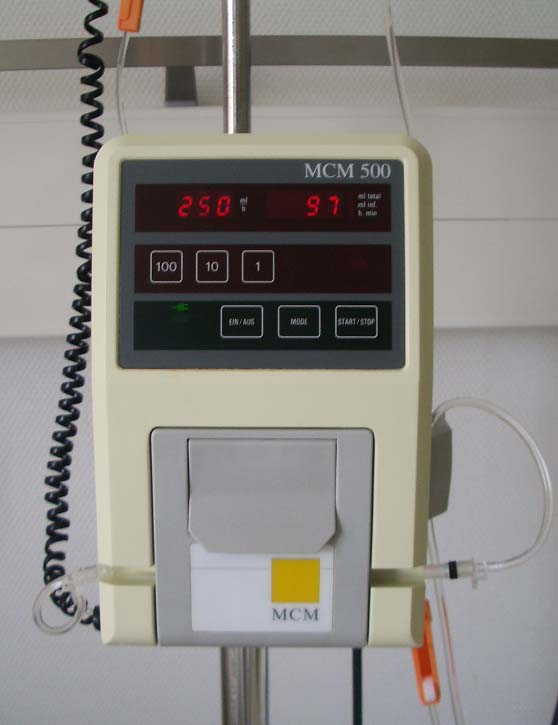
Un tipo de bomba de infusión, fabricada por Fresenius.

Una bomba de infusión inyecta fluidos, medicación o nutrientes en el sistema circulatorio del paciente. Generalmente su uso es intravenoso, sin embargo infusiones subcutánea, arteriales y epidurales se utilizan ocasionalmente.
Las bombas de infusión pueden administrar líquidos que de otra manera podrían ser bastante difícil o impracticables si se realizaran manualmente por personal de enfermería.  Por ejemplo, pueden administrar dosis tan pequeñas como inyecciones de 0.1 mL por hora (demasiado pequeñas para un gotero), inyecciones cada minuto, inyecciones con bolos repetitivos requeridas por el paciente, hasta un máximo por hora (p.e. en analgesia controlada del paciente), o fluidos cuyos volúmenes varían con el tiempo a lo largo del día.